# Minimax
Minimax je evropski plačljivi televizijski kanal, namenjen otrokom, ki se predvaja v več kot 11 evropskih državah. Od leta 2018 kanal deluje 24 ur na dan. Kanal je v Sloveniji začel delovati leta 2011.